# Diploblasti
Diploblasti (grekiska, diploos: dubbel och blastos: grodd) innebär att blastulan under embryogenesen har två groddblad, ektoderm och endoderm. En diploblastisk organism har utvecklats från en diploblastisk blastula. Diploblastiska djur kallas också tvåskiktsdjur, exempel på sådana är relativt primitiva stammar som nässeldjur (dit maneter räknas) och kammaneter.